# Barbarian II: The Dungeon of Drax
Barbarian II: The Dungeon of Drax, intitolato Axe of Rage nelle edizioni americane (della Epyx), è un videogioco picchiaduro pubblicato dalla Palace Software per i computer Amiga, Amstrad CPC, Atari ST, BBC Micro, Commodore 64, Electron, MS-DOS, MSX e ZX Spectrum a partire dal 1988. È il seguito di Barbarian: The Ultimate Warrior e ha per protagonista un barbaro o una barbara che deve esplorare un territorio vulcanico e dei sotterranei, affrontando creature mostruose. Rispetto al predecessore, che era puramente un picchiaduro a incontri, ha una componente di avventura.
Ricevette prevalentemente buoni giudizi dalla critica dei suoi tempi, sia per l'aspetto sia per la giocabilità. Si fece notare anche per la buona dose di violenza.
Come nel primo titolo, sulla copertina originale i barbari sono interpretati dalla modella Maria Whittaker e da Michael Van Wijk (culturista della TV britannica) seminudi.

## Modalità di gioco
A inizio partita si può scegliere se controllare il barbaro protagonista del primo Barbarian, armato di ascia bipenne, oppure la principessa Mariana che nel primo Barbarian era la donzella da salvare, armata di spada. A parte l'aspetto, non ci sono differenze di funzionamento dichiarate tra i due personaggi.
Si devono affrontare quattro livelli: una landa desolata vulcanica, una caverna, le segrete, e infine il santuario dello stregone Drax.
Ogni livello è un labirinto formato da luoghi a schermo fisso, per un totale di circa 28 schermate per livello, a eccezione dell'ultimo, che è costituito solo da tre stanze contenenti tre boss.
Ogni luogo o stanza è bidimensionale, con i personaggi visti di lato che si spostano in orizzontale. L'orientamento ideale di ogni stanza nel mondo del gioco è diverso, perciò è disponibile una bussola in fondo allo schermo, sotto forma di una spada che indica il nord, per aiutare nell'esplorazione.
Il controllo del protagonista prevede il camminare a destra e sinistra restando rivolto dalla stessa parte, con comandi appositi per voltarsi, per correre, e per saltare in corsa. Le mosse di combattimento sono tre tipi di attacchi con l'arma e il calcio. Si dispone di più vite e di una barra dell'energia per ciascuna vita.
I nemici si possono incontrare solo uno alla volta e sono mostri di generi e dimensioni differenti. In ogni livello dei primi tre ci sono 6 diversi tipi di creature, distinte da quelle degli altri livelli. Per il nemico attualmente visibile viene mostrata la barra dell'energia, come quella del giocatore; alcuni si possono anche sconfiggere con un solo colpo preciso, decapitandoli. Nell'ultimo livello si affrontano tre creature uniche, l'ultimo delle quali è Drax.
Possono esserci pericoli anche nello scenario, sotto forma di voragini e ruscelli di lava o veleno, da saltare. Cadere nelle voragini è direttamente mortale; può capitare di finire proprio in bilico sull'orlo, nel qual caso ci si può ancora salvare smanettando il joystick per non perdere l'equilibrio.
Ci sono oggetti da raccogliere, tra cui power-up, una chiave necessaria per aprire certe porte, e alcuni oggetti magici necessari per superare specifiche insidie.